# Leionema ambiens
Leionema ambiens es un arbusto o pequeño árbol en la familia de los cítricos. Crece en las áreas húmedas del este de Australia. La planta se encuentra usualmente en el ecotono entre los bosques lluviosos y los de eucalyptus como un arbusto.
Sin embargo, en el parque nacional Otway en el estado de Victoria Leionema ambiens crece del tamaño de un árbol. Nombres communes incluyen Palo satinado (Satinwood), Boj satinado (Satinbox), y Palo ensebado (Tallowwood). El rango de su distribución natural es desde la isla estado de Tasmania, al norte hasta la Cadena McPherson en la frontera de los estados de Nueva Gales del Sur y Queensland.

## Descripción
Crece usualmente como un arbusto de metros de alto. Sin embargo en la parte sur de su rango, Leionema ambiens crece a una altura de 22 metros de alto con un diámetro de 35 cm. La corteza exterior es corchosa, de color gris y escamosa. El tronco es cilíndrico. Las ramillas tienen pequeñas protuberancias de color gris.
Las yemas de las hojas son plateados y escamosos. Las hojas son alternadas en el tallo, no dentadas, se estrechan a una punta delgada. Las hojas son de color verde de un tono mediano en el haz, en el envés son plateadas. Las hojas miden 8 cm de largo con talos de alrededor de 3 a 9 mm de largo. Cuando se ven con una lupa, los puntos aceitosos son amarillos y translucidos. La vena central de la hoja está levantada en el envés, pero deprimida en el haz. Las otras venas no son claramente visibles.
Flores blancas de cinco pétalos aparecen en corimbos entre los meses de septiembre a diciembre. El fruto es una cápsula café oscura, de 2 a 3 mm de largo, conteniendo pequeñas semillas brillosas. El fruto madura de diciembre a febrero. Leionema ambiens es fácil de cultivar desde la semilla fresca.

## Taxonomía
Leionema ambiens fue descrita por (F.Muell.) Paul G.Wilson y publicado en Nuytsia 12(2): 271, en el año 1998.
Sinonimia
- Phebalium squamulosum subsp. squamulosum Vent.
- Phebalium squamulosum Vent.
- Eriostemon squameus Labill.
- Phebalium billardieri A. Juss.
- Eriostemon elaeagnifolius Baill.
- Phebalium aureum A.Cunn.
- Eriostemon lepidotus Spreng. nom. illeg.
- Eriostemon ambiens' F.Muell. basónimo
- Phebalium ambiens (F.Muell.) Maiden & Betche[3]